# Velká Chmelištná
Velká Chmelištná, bis 1969 Velká Chmelišťná (deutsch Groß Chmelischen) ist eine Gemeinde in Tschechien. Sie liegt sieben Kilometer südöstlich von Jesenice und gehört zum Okres Rakovník.

## Geographie
Velká Chmelištná befindet sich auf dem Gebiet des Naturparks Jesenicko im Rakonitzer Hügelland. Das Dorf erstreckt sich zwischen dem Hubertuswald und dem Hinterwald entlang des Baches Chmelištný potok. Nordwestlich von Velká Chmelištná entspringt die Javornice, an ihrem Lauf liegen westlich die Teiche Malý pstruhý rybník und Velký pstruhý rybník, südwestlich der Čočkův rybník und südlich der Horní zdeslavský rybník. Nördlich erheben sich der Hokovský vrch (565 m) und die Báňská hora (576 m), im Südosten der V Jedlinách (544 m) und die Černá kočka (552 m), westlich die Lednice (593 m), südwestlich der Lhotský vrch (606 m) sowie im Nordwesten der Plavečský vrch (603 m) und der Obecní vrch (589 m).
Nachbarorte sind Soseň, Oráčov und Klečetné im Norden, Hůrky, Hokovské Domky, Řeřichy und Řeřišský Nový Dvůr im Nordosten, Václavy, V Jedlinách, Václavský Nový Dvůr und Zavidov im Osten, Křekovice und Všesulov im Südosten, Zdeslav, Pod Pískovnou und Zdeslavský Dvůr im Süden, Kůzová, Nová Ves, Smrk und Lhota im Südwesten, Otěvěky, Žďár, Tlestky und Svatý Hubert im Westen sowie Plaveč, Jesenice, Račí Hrad und Kosobody im Nordwesten.

## Geschichte
Das Dorf wurde wahrscheinlich um 1039 im Zuge der böhmischen Landeskolonisation gegründet. Die erste urkundliche Erwähnung des Ortes stammt von 1352. Nach den Errichtungsbüchern ist seit 1384 ein Pfarrer in Velká Chmelištná nachweislich. Später erlosch die Pfarre und die Kirche wurde zur Filiale der Pfarrei Jesenice. An der Báňská hora zwischen Soseň, Klečetné und Hůrky wurde im Mittelalter Silberbergbau betrieben, Hůrky entstand als Ansiedlung von Bergleuten.
Im 16. Jahrhundert wurde Velká Chmelištná an das Gut Petersburg angeschlossen. Zu den Besitzern gehörten u. a. Jaroslaw Kolowrat-Liebsteinsky d. Ä. auf Petersburg und Sossen, danach dessen Sohn Benedikt. Nach der Schlacht am Weißen Berg wurde 1622 die Güter des Jaroslaw Kolowrat-Liebsteinsky konfisziert und das Gut Petersburg im Jahr darauf an Hermann Czernin von Chudenitz verkauft. 1639 errichtete Hermann Czernin das Große Czerninsche Familienfideikommiss, das aus den böhmischen Herrschaften und Gütern Petersburg, Gießhübel, Neudek, Schönhof, Sedschitz, Miltschowes, Winař, Welchow, Kost und Kosmanos sowie der schlesischen Herrschaft Schmiedeberg bestand. Im Jahre 1644 wurde Hermann Czernin von Chudenitz zum Reichsgrafen erhoben. 1774 wurde die Kirche barock umgestaltet und 1786 mit einem Lokalisten besetzt. Die Reichsgrafen Czernin von und zu Chudenitz hielten den Besitz ohne Unterbrechungen. Zu den Grundherren gehörten u. a. Johann Rudolf Czernin von und zu Chudenitz und ab 1845 dessen Sohn Eugen Karl Czernin von und zu Chudenitz.
Im Jahre 1846 bestand Chmeleschen bzw. Chmelischen / Chmelessno aus 46 Häusern mit 305 deutschsprachigen Einwohnern. Unter dem Patronat der Obrigkeit standen die Lokalkirche zum hl. Apostel Bartholomäus, das Lokalistenhaus und die Schule. Außerdem gab es im Ort ein Wirtshaus. Abseits lagen das obrigkeitliche Jagdschloss Hubertischloss (Svatý Hubert) mit der Kapelle des hl. Wolfgang, drei Dominikalhäusern und einem Jägerhaus; die Tschetschkamühle (Češka) mit einer Brettsäge sowie ein zur Herrschaft Miltschowes gehöriges Hegerhaus (V Jedlinách). Chmeleschen war Pfarrort für Bergwerk (Hůrky), Watzlaw, Neudorf, Deslawen, Hubertiwald und die Hokauer Häuseln (Hokovské Domky). Bis zur Mitte des 19. Jahrhunderts blieb Chmeleschen zur Fideikommiss-Herrschaft Petersburg untertänig.
Nach der Aufhebung der Patrimonialherrschaften bildete Chmeleschen / Chmelišťná ab 1850 mit dem Ortsteil Bergwerk und der Einschicht Tschetschkamühle eine Gemeinde im Bezirk Saaz und Gerichtsbezirk Jechnitz. 1868 wurde Chmeleschen dem Bezirk Podersam zugeordnet. Zum Ende des 19. Jahrhunderts wurde Chmelištná als tschechischer Ortsname verwendet, danach wurde die Gemeinde zur Unterscheidung vom im selben Bezirk gelegenen Dorf Chmelischen als Groß Chmelischen / Velká Chmelišťná bezeichnet. Im Jahre 1930 lebten in Groß Chmelischen einschließlich Bergwerk 262 Einwohner, 1932 waren es 307. Nach dem Münchner Abkommen wurde die Gemeinde 1938 dem Deutschen Reich zugeschlagen und gehörte bis 1945 zum Landkreis Podersam. 1939 hatte die Gemeinde 299 Einwohner. Nach dem Ende des Zweiten Weltkrieges kam Velká Chmelišťná zur Tschechoslowakei zurück und die deutschsprachigen Einwohner wurden vertrieben. Der Okres Podbořany wurde 1960 aufgehoben, seitdem gehört Velká Chmelišťná zum Okres Rakovník. 1970 wurde der amtliche Ortsname in Velká Chmelištná geändert. Am 1. Jänner 1980 erfolgte die Eingemeindung nach Čistá. Velká Chmelištná und Hůrky lösten sich am 1. Jänner 1993 wieder von Čistá los und bildeten die Gemeinde Velká Chmelištná. Seit 1999 ist die Gemeinde Mitglied der Mikroregion Čistá-Senomaty.

## Gemeindegliederung
Die Gemeinde Velká Chmelištná besteht aus den Ortsteilen Hůrky (Bergwerk) und Velká Chmelištná (Groß Chmelischen).

## Sehenswürdigkeiten
- Kirche des hl. Bartholomäus, der im 14. Jahrhundert errichtete gotische Bau erhielt seine spätbarocke Gestalt beim Umbau von 1774. In den Jahren 1905 bis 1910 wurde der neobarocke Kirchturm angebaut.
- Naturdenkmal Prameny Javornice, Moor an der Quelle der Javornice
- Barockes Fachwerkhaus Nr. 7, erbaut 1680
- Dorfplatz mit drei Teichen und mehreren Gehöften in Volksbauweise
- Jagdschlösschen Svatý Hubert (Hubertiwald), der achteckige Bau wurde zu Beginn des 18. Jahrhunderts für die Grafen Czernin angelegt und diente zur Parforcejagd. Das Schloss war Ausgangspunkt von sechs Alleen durch den Hubertuswald, wobei während der Jagden ein Beobachter vom Schlossturm Lucerna jede der Alleen durch ein Fenster einsehen konnte. Im Innern des Schlosses befand sich die Jagdtrophäensammlung der Grafen Czernin mit zahlreichen Geweihen, drei präparierten Bären sowie Wildkatzen. Die große Bärin erlegte Hermann Czernin von Chudenitz in Russland und brachte ihre zwei Jungtiere, die jedoch nicht lange lebten, nach Hubertiwald.
- Burgstall am Teich Čočkův rybník, erhalten sind der Burghügel und Reste von Gräben
- Relikte des mittelalterlichen Silberbergbaus bei Hůrky

## Persönlichkeiten
- Fritz Baier (1923–2012), deutscher Politiker der (CDU) und Oberbürgermeister von Mosbach